# ケニー・ランキン
ケニー・ランキン（Kenny Rankin、1940年2月10日 - 2009年6月7日）は、フォークロックとシンガーソングライターのジャンルで活動するアメリカの歌手、ソングライターで、ジャズの影響を受けていた。感情を表現するために、高音域の歌声を多用した。

## 略歴
ランキンはニューヨーク・マンハッタンで生まれた。家庭や友人の前で歌っていた母親の影響で音楽に触れ、キャリアの初期にはシンガーソングライターとして活動していた。
ランキンのアルバム3枚はビルボード誌のアルバムチャートにランクインした。彼のキャリアの大部分は、ポップ・ミュージックで活躍した。ボブ・ディランのアルバム『ブリンギング・イット・オール・バック・ホーム』にはギタリストとして参加。また、テレビ番組『ザ・トゥナイト・ショー』には20回以上の出演をしている。深夜番組の司会者ジョニー・カーソンは、シングルカットされた「Peaceful」が収録された1967年のデビュー・アルバム『マインドダスターズ』のライナーノーツを執筆した。「Peaceful」はジョージィ・フェイムが1969年にイギリスでヒットさせたもの。全英シングルチャートにランクインしたランキンの作曲による唯一の作品であり、最高16位で、9週間にわたってチャートインした。彼はこの曲を1972年のアルバム『ライク・ア・シード』にも再録音している。ヘレン・レディが1973年に「Peaceful」をカバーしており、これはアメリカのアダルト・コンテンポラリー・チャートで2位、アメリカとカナダのポップ・チャートで12位に達した。
アラン・ブロードベント、マイク・ウォフォード、ビル・ワトラスらと活動していた頃、ランキンの音楽はジャズの色彩を帯びるようになった。ペギー・リー、メル・トーメ、カーメン・マクレエらが彼の曲をパフォーマンスした。スタン・ゲッツは彼の声を「鼓動する管楽器」のようだと評した。ブラジル音楽への関心を反映し、ランキンはリオデジャネイロにてジャズ・ミュージシャンのマイケル・ブレッカーとアーニー・ワッツと共にアルバム『ヒア・イン・マイ・ハート』をレコーディングした。ヴァーヴ・レコードと契約後、ランキンは演奏活動とレコーディング活動に復帰し、レオン・ラッセルの「A Song for You」やビートルズの「夢の人 (I've Just Seen a Face)」など、より現代的な楽曲を手掛けた。アルバム『シルヴァー・モーニング』にビートルズの「ブラックバード」を収録した後、ポール・マッカートニーとジョン・レノンがソングライターの殿堂入りを果たした際に、マッカートニーからこの曲の演奏を依頼されている。
ランキンはコメディアンのジョージ・カーリンと親交を深め、2人ともリトル・デイヴィッド・レコードと契約した。1972年以降、ランキンはカーリンのライブのオープニングアクトやゲストとして頻繁に出演した。2人はカーリンのプライベートジェットで移動し、10年近く断続的にツアーを共にした。フェニックス・ハウスで薬物依存を克服したランキンだったが、カーリンとのツアー中にコカインを再び使用し始めた。2008年6月に行われたカーリンの追悼式では、ランキンが歌を披露した。

## 私生活と死
彼はイヴォンヌ・ロドリゲス＝カルデローネと結婚していた。肺癌と診断されてから、3週間後の2009年6月7日に亡くなった。

## ディスコグラフィ

### アルバム
- 『マインドダスターズ』 - Mind-Dusters (1967年、Mercury)
- 『ファミリー』 - Family (1969年、Mercury)
- 『ライク・ア・シード』 - Like a Seed (1972年、Little David)
- 『シルヴァー・モーニング』 - Silver Morning (1974年、Little David)
- 『インサイド』 - Inside (1975年、Little David)
- 『ケニー・ランキン・アルバム～愛の序奏』 - The Kenny Rankin Album (1977年、Little David)
- 『アフター・ザ・ローゼス』 - After the Roses (1980年、Atlantic)
- 『ハイディング・イン・マイセルフ』 - Hiding in Myself (1988年、Cypress)
- 『ビコーズ・オブ・ユー』 - Because of You (1991年、Chesky)
- 『プロフェッショナル・ドリーマー』 - Professional Dreamer (1995年、Private Music)
- 『ヒア・イン・マイ・ハート』 - Here in My Heart (1997年、Private Music)
- 『ザ・ボトム・ライン・ライヴ』 - The Bottom Line Encore Collection (1999年、The Bottom Line)
- 『ピースフル・クリスマス』 - A Christmas Album (1999年、Rankin Music)
- Haven't We Met? (2001年、Image Entertainment)
- 『ア・ソング・フォー・ユー』 - A Song for You (2002年、Verve)

### 参加アルバム
ベニー・カーター
- Benny Carter Songbook (1996年、MusicMasters)
- Benny Carter Songbook Volume II (1997年、MusicMasters)

アート・ガーファンクル
- 『レフティー』 - Lefty (1988年) ※「I Wonder Why」でデュエット

マイケル・フランクス
- 『パッションフルーツ』 - Passionfruit (1983年) ※「Sunday Morning Here With You」のバック・ボーカル